# Quesnelia koltesii
Quesnelia koltesii är en gräsväxtart som beskrevs av André M. Amorim och Elton Martinez Carvalho Leme. Quesnelia koltesii ingår i släktet Quesnelia och familjen Bromeliaceae. Inga underarter finns listade i Catalogue of Life.